# لي بيفرز
لي بيفرز (بالإنجليزية: Lee Beevers)‏ هو لاعب كرة قدم بريطاني في مركز ظهير ‏، ولد في 4 ديسمبر 1983 في دونكاستر في المملكة المتحدة. شارك مع منتخب ويلز تحت 21 سنة لكرة القدم. أما مع النوادي، فقد لعب مع إيبسويتش تاون وكولتشستر يونايتد ونادي بوسطن يونايتد ونادي لينكولن سيتي ونادي مانسفيلد تاون ونادي والسول.

## وصلات خارجية
- لي بيفرز على موقع قاعدة بيانات كرة القدم.إي يو (الإنجليزية)
- لي بيفرز على موقع Soccerbase.com (لاعب) (الإنجليزية)